# Alpha Sagittarii
Alpha Sagittarii (Rukbat, Alrami,  Sagittarii) é uma estrela na direção da Sagittarius. Possui uma ascensão reta de 19h 23m 53.15s e uma declinação de −40° 36′ 56.3″. Sua magnitude aparente é igual a 3.96. Considerando sua distância de 170 anos-luz em relação à Terra, sua magnitude absoluta é igual a 0.38. Pertence à classe espectral B8V.